# Jabłonna (gmina w województwie mazowieckim)

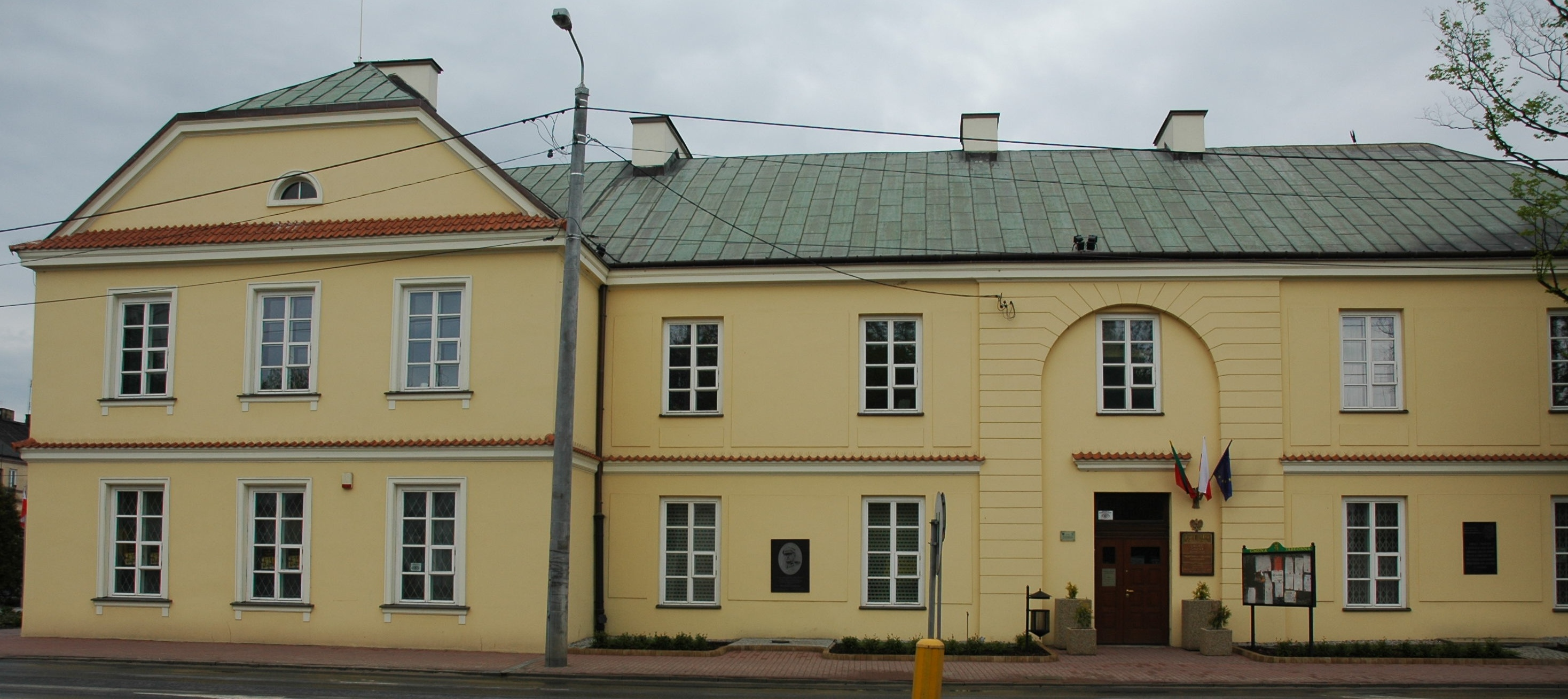
Siedziba Urzędu Gminy Jabłonna

Jabłonna – gmina wiejska w województwie mazowieckim, w powiecie legionowskim.
W okresie międzywojennym gmina należała do powiatu warszawskiego w województwie warszawskim. W jej skład wchodziły m.in. osiedla, wsie i folwarki, przyłączone później do Warszawy: Brzeziny Nowe, Buczynek, Choszczówka, Dąbrówka Grzybowska, Henryków, Kępa Tarchomińska, Łapigrosz, Nowodwory, Tarchomin, Winnica i Zacisze.
Siedziba gminy to wieś Jabłonna.

## Historia

### 1867–1954
Gmina Jabłonna powstała 13 stycznia 1867 roku w związku z reformą gminną w Królestwie Polskim. Należała do powiatu warszawskiego w guberni warszawskiej.
W okresie międzywojennym gmina Jabłonna należała do powiatu warszawskiego w woj. warszawskim.
1 kwietnia 1930 z części obszarów gminy Jabłonna utworzono wiejską  gminę Legionowo (Jabłonna Legionowa, Ludwisin, Cegielnia, poligon wojskowy oraz tereny państwowe przy szosie Jabłonna-Zegrze).
20 października 1933 gminę podzielono na 26 gromad: Białołęka Dworska, Brzeziny Nowe, Bukowiec, Choszczówka, Chotomów, Dąbrowa Chotomowska, Dąbrówka Grzybowska, Dąbrówka Szlachecka, Henryków, Jabłonna, Józefów, Józefów Nowy, Kępa Tarchomińska, Łajski, Marcelin, Michałów-Grabina, Michałów-Reginów, Nowodwory-Winnica, Płudy, Rajszew, Stanisławów, Szamocin, Świdry Stare, Tarchomin, Tomaszew i Wiśniewo.
Podczas II wojny światowej gmina znalazła się w Generalnym Gubernatorstwie, w dystrykcie warszawskim w Landkreis Warschau. Okupant do gminy Jabłonna przyłączył gromady Derlacz, Kałuszyn, Olszewnica Nowa, Olszewnica Stara, Skrzeszew i Topolina ze zniesionej gminy Góra (pozostały obszar gminy Góra włączono bezpośrednio do III Rzeszy). W 1943 roku gmina Nieporęt liczyła 24966 mieszkańców i składała się z 32 gromad (Dorfgemeinden): Białołęka Dworska (1049 mieszkańców), Brzeziny Nowe (496), Bukowiec (3825), Choszczówka (374), Chotomów (480), Dąbrowa Chotomowska (131), Dąbrówka Grzybowska (673), Dąbrówka Szlachecka (749), Derlacz (85), Henryków (1245), Jabłonna (3413), Józefów (277), Józefów Nowy (163), Kałuszyn (386), Kępa Tarchomińska (93), Łajski (1713), Marcelin (405), Michałów-Grabina (152), Michałów-Reginów (719), Nowodwory-Winnica (747), Olszewnica Nowa (213), Olszewnica Stara (492), Płudy (850), Rajszew (266), Skrzeszew (641), Stanisławów (181), Szamocin (272), Świdry Stare (1483), Tarchomin (533), Tomaszew (160), Topolina (103) i Wiśniewo (1597).
Po wojnie gmina reasumowała przynależność administracyjną do powiatu warszawskiego w województwie warszawskim. Przyłączone podczas wojny gromady powróciły do gminy Góra, którą reaktywowano. Wykaz gromad gminy Jabłonna z 1948 podaje ich 32: Białołęka Dworska, Brzeziny Nowe, Buchnik, Bukowiec, Cegielnia, Choszczówka, Chotomów, Dąbrowa Chotomowska, Dąbrówka Grzybowska, Dąbrówka Szlachecka, Henryków, Jabłonna, Józefów, Kalenica, Kępa Tarchomińska, Kwietniówka, Łajski, Marcelin, Michałów-Grabina, Michałów-Reginów, Nowodwory-Winnica, Piekiełko, Płudy, Poniatów, Rajszew, Stanisławów, Szamocin, Świdry Nowe, Świdry Stare, Tarchomin, Tomaszew i Wiśniewo. Wymienia więc 7 nowych gromad (Buchnik, Cegielnia, Kalenica, Kwietniówka, Piekiełko, Poniatów i Świdry Nowe) lecz bez Józefowa Nowego, który połączono z gromadą Józefów. W kolejnych latach wszystkie nowe gromady zniesiono, a gromadę Brzeziny Nowe zintegrowano z gromadą Choszczówka; utworzono też nową gromadę Łajski-Grudzie z części gromady Łajski. Nazwę gromady Nowodwory-Winnica zmieniono na Nowodwory.
15 maja 1951 gmina Jabłonna uległa znacznemu zmniejszeniu, mniej więcej o połowę, kiedy to spośród jej 25 gromad, 12 włączono do Warszawy: Białołęka Dworska, Choszczówka (z Brzezinami Nowymi), Dąbrówka Grzybowska, Dąbrówka Szlachecka, Henryków, Marcelin, Nowodwory, Płudy, Świdry Stare, Tarchomin, Tomaszew i Wiśniewo, a także częściowo Michałów-Grabina i Szamocin.
1 lipca 1952 nastąpiło kolejne zmniejszenie gminy Jabłonna o osiem gromad. Gromady Michałów-Grabina i Szamocin włączono do gminy Nieporęt, gromady Dąbrowa Chotomowska, Łajski, Michałów-Reginów i Stanisławów włączono do nowo utworzonej gminy Skrzeszew, natomiast gromady Bukowiec i Łajski-Grudzie weszły w skład nowo utworzonego miasta Legionowa. Składającą się już z tylko pięciu gromad gminę Jabłonna (Chotomów, Jabłonna, Józefów, Kępa Tarchomińska i Rajszew) włączono tego samego dnia do nowo utworzonego powiatu nowodworskiego.
Gminę zniesiono 29 września 1954 wraz z reformą wprowadzającą gromady w miejsce gmin:

### Od 1973
Gminę Jabłonna reaktywowano 1 stycznia 1973 w związku kolejną reformą administracyjną kraju, lecz o innych granicach. W jej skład weszło 13 sołectw: Boża Wola, Buchnik, Choszczówka (Kolonia), Chotomów, Dąbrowa Chotomowska, Jabłonna, Janówek Drugi, Kępa Tarchomińska, Rajszew, Skierdy, Suchocin, Trzciany i Wólka Górska. W sumie nowa gmina Jabłonna objęła obszary przedwojennych gmin Jabłonna i Góra oraz powojennych gmin: Jabłonna, Janówek i Skrzeszew.
W latach 1975–1998 gmina położona była w stołecznym województwie warszawskim.
1 sierpnia 1977 z gminy Jabłonna wyłączono sołectwo Kępa Tarchomińska oraz część sołectwa Jabłonna o powierzchni 690 ha (zniesione sołectwa Buchnik i Choszczówka-Kolonia), włączając je do Warszawy, a także 32 ha sołectwa Wólka Górska, włączając je do Nowego Dworu Mazowieckiego.
1 października 1987 z gminy Jabłonna wyłączono część wsi Jabłonna (12,60 ha), włączając ją do Legionowa.
Od reformy 1 stycznia 1999 gmina Jabłonna należy do powiatu legionowskiego w województwie mazowieckim.

## Struktura powierzchni
Według danych z roku 2023 gmina Jabłonna ma obszar 64,8 km², w tym:
- użytki rolne: 26,99%
- użytki leśne: 49,21%
- tereny zurbanizowane: 10,17%

Gmina stanowi 16,6% powierzchni powiatu.

## Demografia

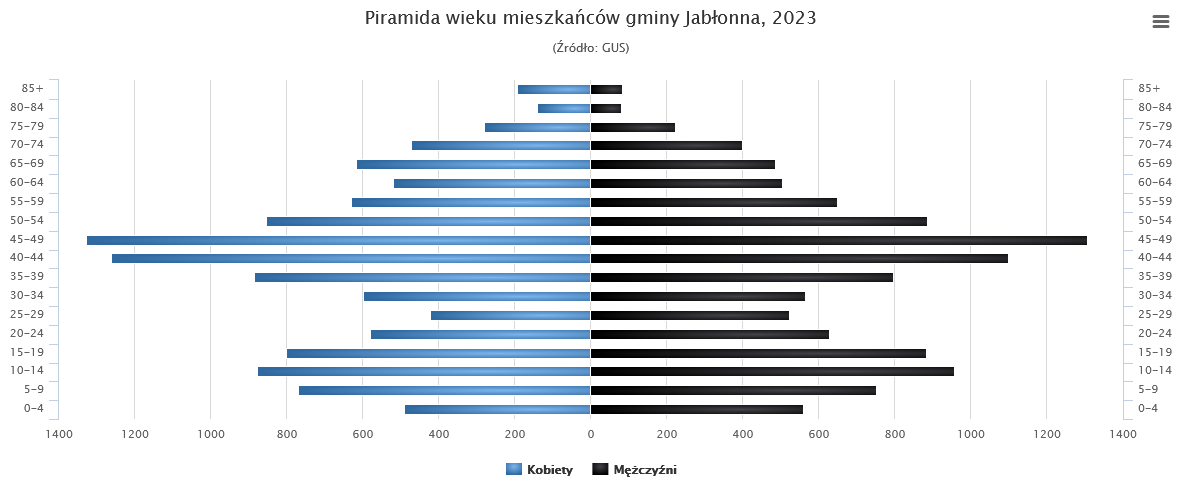
Piramida wieku gminy Jabłonna (2023)

Dane z 31 grudnia 2023:
| Opis                              | Ogółem | Ogółem | Kobiety | Kobiety | Mężczyźni | Mężczyźni |
| --------------------------------- | ------ | ------ | ------- | ------- | --------- | --------- |
| jednostka                         | osób   | %      | osób    | %       | osób      | %         |
| populacja                         | 23 606 | 100    | 11 968  | 50,7    | 11 638    | 49,3      |
| gęstość zaludnienia (mieszk./km²) | 335    | 335    | 169,9   | 169,9   | 165,1     | 165,1     |

## Administracja
Wójtowie:
- Grażyna Trzaskoma (2001-2002)
- Grzegorz Kubalski (2002-2006)
- Olga Muniak (2006-2014)
- Jarosław Chodorski (od 2014)

## Sołectwa
Boża Wola, Chotomów, Chotomów Północny, Dąbrowa Chotomowska, Jabłonna, Janówek Drugi, Rajszew, Skierdy, Suchocin, Trzciany, Wólka Górska.

## Sąsiednie gminy
Czosnów, Legionowo, Łomianki, Nieporęt, Nowy Dwór Mazowiecki, m.st. Warszawa, Wieliszew